# Sebadoris nubilosa
Sebadoris nubilosa is een slakkensoort uit de familie van de Discodorididae. De wetenschappelijke naam van de soort is voor het eerst geldig gepubliceerd in 1871 door Pease.